# Valladolidi királyi palota
A valladolidi királyi palota a Spanyolországban található Valladolid egyik 16. századi műemléke, amely a 17. század elején a spanyol királyi család hivatalos rezidenciája volt. Bár ma katonai célokra használják, egy része (vezető segítségével) turisták számára is látogatható.

## Története
A palota története 1522-ben kezdődött, amikor Francisco de los Cobos y Molina, León comendador mayorja, I. Károly spanyol király államtitkára  összeházasodott María de Mendozával, majd úgy döntöttek, egy, a rangjukhoz méltó palotát építtetnek maguknak Valladolidban, amely akár a városba látogató királyok fogadására is alkalmas lesz. Az építkezéssel Luis de Vega királyi építészt bízták meg.
1600. szeptember 17-én De los Cobos unokája, Camarasa őrgrófja eladta a palotát Lerma grófjának, aki viszont 1601-ben átengedte azt III. Fülöp királynak, miután az uralkodó úgy döntött, udvarát Valladolidban rendezi be. 1605. április 8-án Margit királyné itt adott életet fiának, a későbbi IV. Fülöp királynak. Miután 1606-ban az udvar visszaköltözött Madridba, a valladolidi palota elhagyatottá vált, az idők során károsodni kezdett, igaz, 1690-ben még itt került sor II. Károly és Pfalz–Neuburgi Mária Anna esküvőjére is. 1752-ben VI. Ferdinánd az épület egy részét átadta egy történelmi és földrajzi akadémiának, amely 1800-as feloszlásáig működött itt. Időközben, 1760-ban III. Károly megbízta Ventura Rodríguez építészt, hogy mérje fel, milyen felújítási munkákra lenne szüksége a palotának. A munkálatokat egy helyi mester, Manuel Godoy végezte.
A függetlenségi háború idején az épületet műveleti központként használták, megszállt itt többek között Napóleon és testvére, Joseph, valamint Arthur Wellesley is. 1854-ben irodákat rendeztek be itt, majd 1876-ban a hadsereghez került: itt rendezték be Öreg Kasztília régió kapitányságának (Capitanía General) központját. Később az idő múlásával a haderő szerkezete sokat változott, így az épület gyakran változtatta pontos szerepét, de mindvégig a fegyveres erők tulajdonában maradt.
A történelem során az előbb említett személyeken kívül lakott ebben a palotában rövidebb-hosszabb időre Ávilai Szent Teréz, Diego Velázquez és Baldomero Espartero is. A királyi család (XIII. Alfonz és felesége, Battenbergi Viktória Eugénia, valamint a király anyja, Mária Krisztina és több családtagjuk) utoljára 1921 májusában lakott itt. Nem szállt meg, de ellátogatott ide az uralkodó 1984. május 27-én és 2012. június 2-án is.

## Leírás
Az épület Valladolid történelmi belvárosában, a Szent Pál tér délnyugati oldalán található. Kinézete jelentősen eltér az eredetitől, mivel az idők során több átépítésen és felújításon esett át. A tér felé néző főhomlokzat három szintje övpárkánnyal van elválasztva egymástól. Az alsó szintre az ablakok közötti felületek vízszintes csíkozása a jellemző, a középső szint jellegzetességei a nagyobb méretű, pilaszterek között elhelyezett ablakok valamint a főbejárat fölötti erkély és az afölötti spanyol címer, míg a felső szint több kisebb, egyszerű keretezésű ablakkal rendelkezik. A főkapu fölött spanyol nyelvű felirat olvasható: Todo por la Patria, azaz „Mindent a hazáért”.
Az épület belső udvara téglalap alakú, és két szinten árkádsorok veszik körül. Jellegzetessége a közepén található kút és akörül a talajt borító mintázat.

## Képek

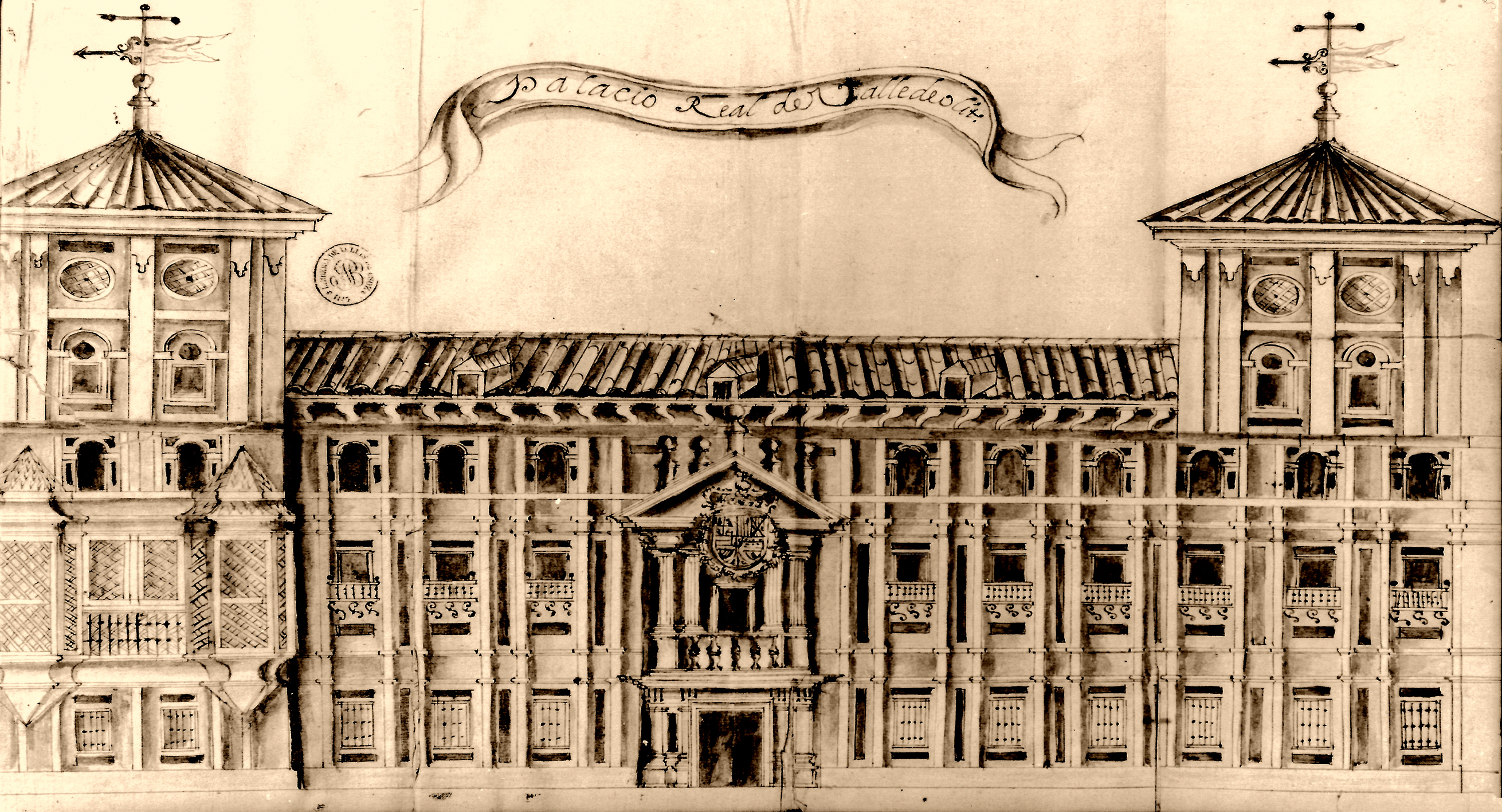
Rajz a palotáról 1780-ból
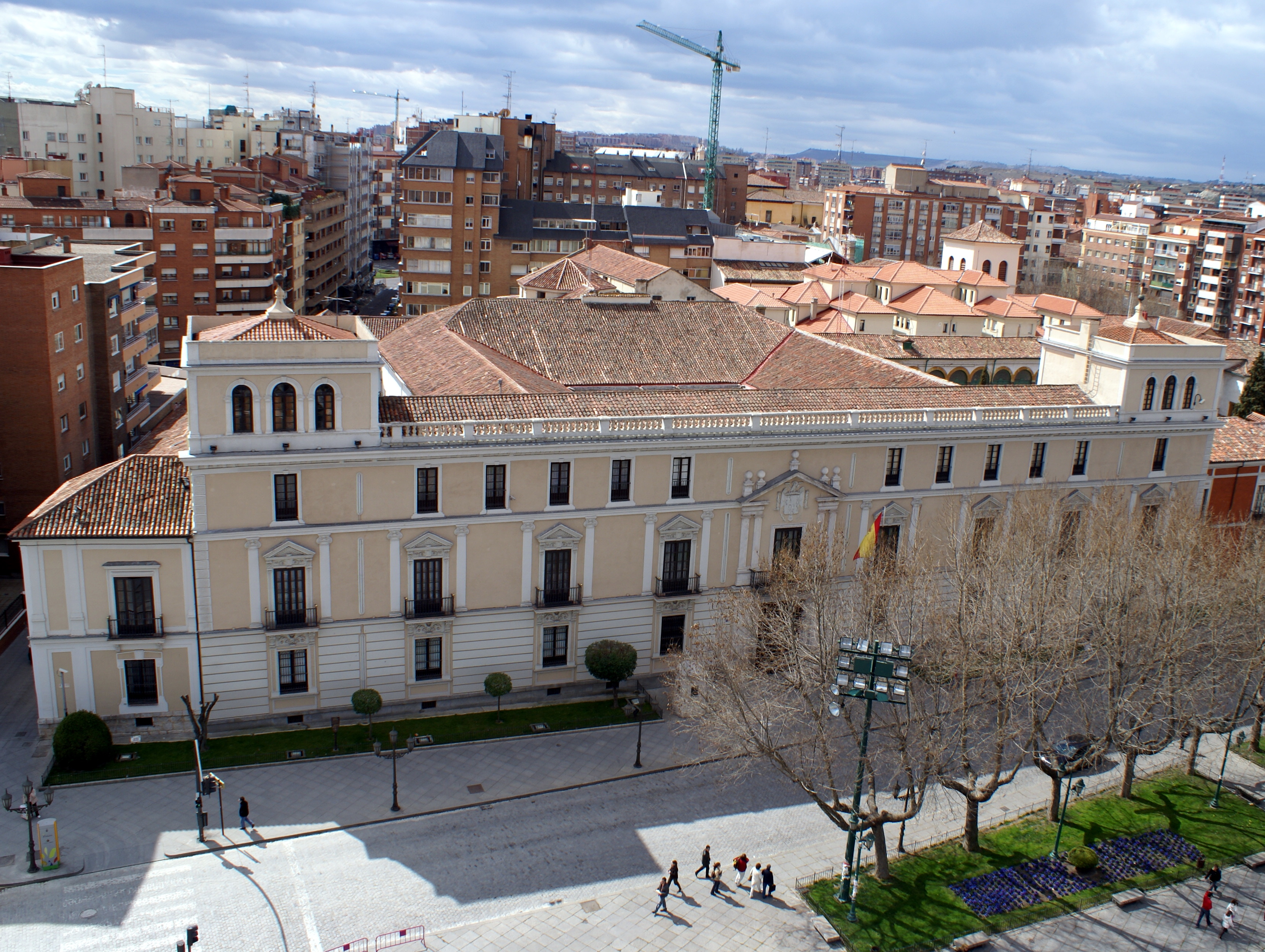
Az épület és környezete 2008-ban
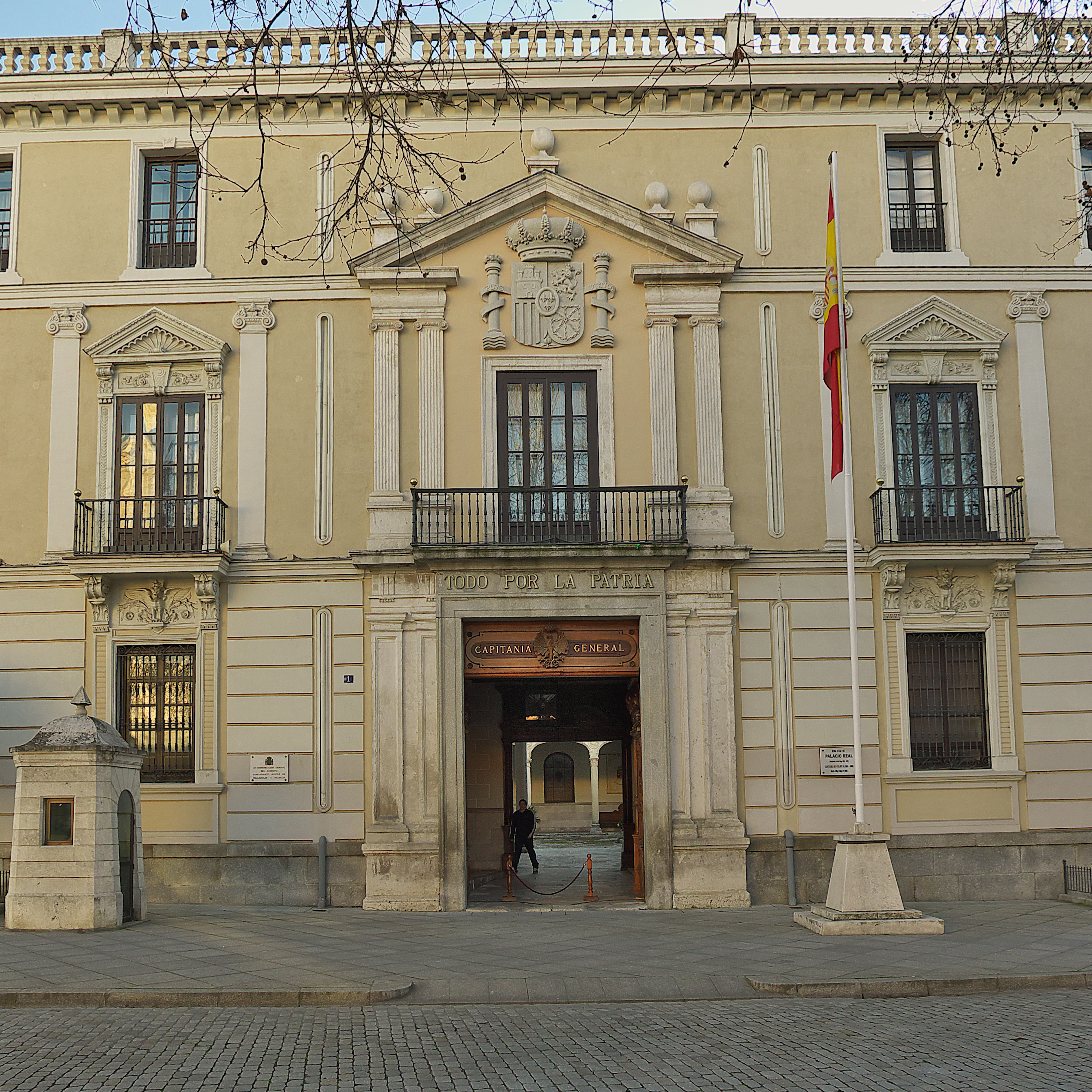
A főhomlokzat részlete
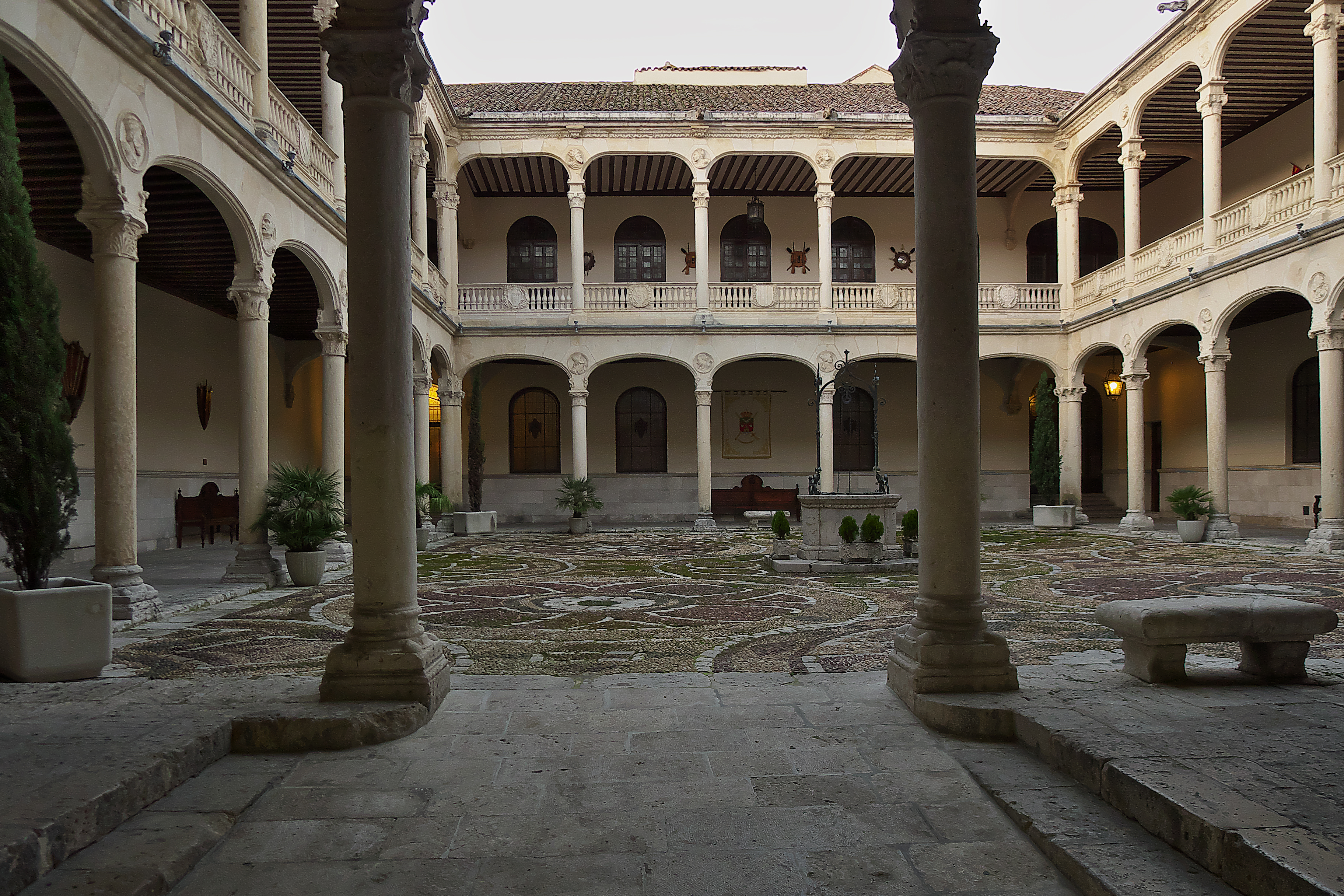
A belső udvar